# Nerd Boy
The Adventures of Nerd Boy är en webcomic av Joaquim Gândara gjord med ASCII-tecken. Emedan ASCII-strippar inte var ett nytt koncept när Nerd Boy skapades (första strippen är daterad 6 augusti, 2001) är den ändå mest känd. Fler än 600 strippar har skapats.

## Figurerna
- Nerd Boy

```
  OO
 .||.
  db
```

Nerd Boy är huvudrollen i serien. Han är en geek, besatt av datorer och att bygga allehanda högteknologiska apparater.
- Mandy

```
 ~..
 ,>>.
  ||
```

Mandy är Nerd Boys kvinnliga vän (vän?), som tycker om att spela elaka spratt och helt enkelt vara ond.
- Fan Boy

```
  ,,,
  '..
  .||.
   ||
```

Fan Boy är ett stort fan av allting. Han föredrar att dra slutsatser utan att tänka särskilt mycket och tror på allt folk säger. Han är en ivrig gamer, men vet annars mycket lite om datorer.
- Linda

```
   __
  #..#
  .)(.
   ||
```

Linda är Nerd Boys andra kvinnliga vän, och har jämförbar programmeringskunskap och intelligens.
- W4R3Z D00D

```
  ,,,
   --
  .\\.
  _( \_
```

W4R3Z D00D är L33T h4x0r. Han är också mycket girig och försöker alltid tjäna pengar genom någon ondskefull plan. Är bror till Fan Boy.
- HammerHead

```
   ___
  ()..)
  .||.
   ||
```

Hammerhead har en hammare som huvud. Ingen tycker om honom, trots hans otaliga försök att bli omtyckt.